# Patrick O’Donoghue
Patrick O’Donoghue (* 4. Mai 1934 in Mourne Abbey, County Cork, Irland; † 24. Januar 2021 in Mallow) war ein irischer Geistlicher und römisch-katholischer Bischof von Lancaster.

## Leben
Patrick O’Donoghue erhielt seine Schulbildung an der Patrizierakademie in Mallow und ging 1959 für die Priesterausbildung nach England. Er studierte zunächst am Campion House College im Londoner Stadtteil Osterley und von 1961 bis 1967 am Priesterseminar Allen Hall in Ware. Am 25. Mai 1967 empfing er die Priesterweihe für das Erzbistum Westminster.
Nach Tätigkeiten in der Pfarrseelsorge und im Diözesanteam für die Gemeindemission war er von 1973 bis 1977 seelsorglicher Leiter des Allen Hall-Seminars, das inzwischen nach Chelsea verlegt worden war und dessen Regens er von 1985 bis 1990 war. Von 1978 bis 1985 war er stellvertretender Administrator und von 1990 bis 1993 Administrator der Westminster Cathedral.
Papst Johannes Paul II. ernannte O’Donoghue am 18. Mai 1993 zum Titularbischof von Tulana und bestellte ihn zum Weihbischof im Erzbistum Westminster. Die Bischofsweihe spendete ihm George Basil Kardinal Hume, Erzbischof von Westminster, am 29. Juni 1993. Mitkonsekratoren waren John Patrick Crowley, Bischof von Middlesbrough, und Patrick Joseph Casey, Altbischof von Brentwood.
Am 5. Juni 2001 ernannte ihn Papst Johannes Paul II. zum Bischof von Lancaster. Die Amtseinführung fand am 4. Juli desselben Jahres statt. Am 1. Mai 2009 nahm Papst Benedikt XVI. O’Donoghues aus Altersgründen vorgebrachtes Rücktrittsgesuch an.

## Wirken
Patrick O’Donoghue galt als konservativer Bischof. Er veröffentlichte im Dezember 2007 das Memorandum „Fit for Mission? – Schools“. Darin forderte er eine grundlegende ethische und wertorientierte Erziehung ein und plädierte u. a. dafür, in allen katholischen Schulen in Nordwest-England die liberale Safer-Sex-Erziehung zu beenden und in allen Klassenräume wieder ein Kruzifix anzubringen. Die römische Kongregation für den Klerus begrüßte in einem Schreiben des Sekretärs der Kongregation, Erzbischof Mauro Piacenza, ausdrücklich sein Konzept „Fit for Mission? – Schools“. Insbesondere begrüßte Erzbischof Mauro Piacenza, dass Bischof O’Donoghue dafür warb, der Katechese den Katechismus der Katholischen Kirche zugrunde zu legen. Das Bistum Lancaster erhielt Anfragen auch aus dem Ausland (Vereinigte Staaten, Kanada, Australien, Frankreich und Malta), die sich am Memorandum „Fit for Mission? – Schools“ interessiert zeigten.